# Contea di Berkeley (Carolina del Sud)
La contea di Berkeley (in inglese Berkeley County) è una contea dello Stato della Carolina del Sud, negli Stati Uniti. La popolazione al censimento del 2000 era di 142 651 abitanti. Il capoluogo di contea è Moncks Corner.

## Geografia
La contea si trova nel sud-est dello Stato. Si tratta di una piana costiera. Il confine nord-est è dato dal fiume Santee e quello sud-est dal fiume Wando. Nella contea scorre anche il fiume Cooper. Gran parte della parte orientale della contea è occupata dalla foresta nazionale Francis Marion. I maggiori centri abitati sono Goose creek e Hanahan.

### Contee confinanti
- Contea di Williamsburg - nord
- Contea di Georgetown - nord-est
- Contea di Charleston - sud
- Contea di Dorchester - sud-ovest
- Contea di Orangeburg - ovest
- Contea di Clarendon - nord-ovest

## Storia
L'area era abitata dai nativi Sewee quando gli europei cominciarono ad arrivare nel 1600. La prima contea con questo nome fu creata già nel 1682, ma fu incorporata alla contea di Charleston con l'abolizione delle parrocchie nel 1865. L'attuale contea fu fondata nel 1882 e fu chiamata così in onore di Sir William Berkeley, governatore della Virginia, e John Berkeley, I barone di Stratton.

## Comuni

### Cities
- Charleston
- Goose Creek
- Hanahan
- North Charleston

### Towns
- Bonneau
- Jamestown
- Moncks Corner (capoluogo)
- St. Stephen
- Summerville

### Census-designated places
- Bonneau Beach
- Ladson
- Pimlico
- Pinopolis
- Russellville
- Sangaree